# Баскетбольна зала слави імені Нейсміта
Баскетбольна зала слави імені Нейсміта (англ. Naismith Memorial Basketball Hall of Fame) — американський музей та баскетбольна зала слави. Названа на честь винахідника баскетболу Джеймса Нейсміта та була відкрита 1959 року. З того часу та до 2016 року до зали слави включено 354 спортсмени.

## Історія
Баскетбольна зала слави імені Нейсміта була заснована 1959 року колишнім спортивним директором коледжу Колбі Лі Вільямсом. З 1960 року керівництво зали вибивало фінансування на будівництво приміщення, а 1968 року, через місяць після 18-ого Матчу всіх зірок НБА, зала слави переїхала у нову будівлю Спрінгфілдського коледжу. У перший рік існування зали до неї було включено чотирьох спортсменів.
За перші 17 років у музеї побувало більше 630 000 відвідувачів, що спонукало керівництво до побудови нового приміщення. 1985 року була побудована нова будівля вартістю 11 млн доларів на березі річки Коннектикут у Спрингфілді. Тоді ж було вирішено, що до зали слави також будуть включати і жінок. З ростом популярності баскетболу, потік туристів збільшився, тому знову виникла необхідність у більшому приміщенні.
2002 року Баскетбольна зала слави отримала нову будівлю вартістю 47 млн. доларів, де окрім музею, є ресторани, сувенірні магазини, повноцінний баскетбольний майданчик та театр на триста місць.

## Критерії включення до зали
На відміну від Зал слави американського футболу та бейсболу, Зала слави баскетболу вшановує не тільки американських професійних спортсменів, але і міжнародних спортсменів, в тому числі аматорів. Процес включення до зали включає в себе проходження семи комітетів, які обирають та голосують за кандидатів. Наступні чотири комітети обирають кандидатів для голосування:
- Північно-американський комітет (9 членів)
- Жіночий комітет (7 членів)
- Міжнародний комітет (7 членів)
- Ветеранський комітет (7 членів) — ветеранами можуть вважатися спортсмени, які закінчили свою кар'єру за 35 років до розгляду їх кандидатур[2]

Наступні три комітети голосують за кандидатів:
- Комітет американської баскетбольної асоціації
- Виборний комітет
- Афро-американський комітет

Для включення до зали слави розглядаються баскетболісти, судді чи тренери, які закінчили свою кар'єру за 4 роки і більше перед розглядом комітету або мають активну кар'єру протягом 25 років. 

## Члени Зали слави
Починаючи з 1959 року до Зали слави було включено 345 тренерів, гравців, суддів, команд та інших людей, чий внесок був важливим для баскетболу. Джон Вуден, Ленні Вілкенс, Білл Шарман і Том Гайнзон були включені по два рази — як гравці та як тренери. 